# Municipio de Clement (Míchigan)
El municipio de Clement (en inglés: Clement Township) es un municipio ubicado en el condado de Gladwin en el estado estadounidense de Míchigan. En el año 2010 tenía una población de 901 habitantes y una densidad poblacional de 16,69 personas por km².

## Geografía
El municipio de Clement se encuentra ubicado en las coordenadas 44°7′10″N 84°19′49″O / 44.11944, -84.33028. Según la Oficina del Censo de los Estados Unidos, el municipio tiene una superficie total de 54 km², de la cual 51,91 km² corresponden a tierra firme y (3,86 %) 2,08 km² es agua.

## Demografía
Según el censo de 2010, había 901 personas residiendo en el municipio de Clement. La densidad de población era de 16,69 hab./km². De los 901 habitantes, el municipio de Clement estaba compuesto por el 97,56 % blancos, el 0,11 % eran afroamericanos, el 0,55 % eran amerindios, el 0,11 % eran asiáticos, el 0,44 % eran de otras razas y el 1,22 % eran de una mezcla de razas. Del total de la población el 1,55 % eran hispanos o latinos de cualquier raza.